# Dark Side of the Spoon
Pour les articles homonymes, voir Dark Side.
Albums de Ministry
Filth Pig
(1999) Greatest Fits
(2001)
Dark Side of the Spoon est le septième album du groupe Ministry, il est sorti le 8 juin 1999.
Le nom de cet album est un jeu de mots sur l'album The Dark Side of the Moon de Pink Floyd. Selon le bassiste Paul Barker, ce nom (« Le côté sombre de la cuillère » en français) ferait référence au côté noirci d'une cuillère lors de la consommation d'héroïne. En effet, à l'époque, le groupe souffrait de dépendance à cette drogue.

## Titres
1. Supermanic Soul - 3:13
2. Whip and Chain - 4:23
3. Bad Blood (Morceau présent sur la BO de Matrix) - 5:00
4. Eureka Pile - 6:22
5. Step - 4:06
6. Nursing Home - 7:02
7. Kaif - 5:26
8. Vex & Siolence - 5:24
9. 10/10 - 3:44
10. Happy Dust (Morceau bonus sur l'édition japonaise) - 6:18
11. Everybody (Summertime) (Morceau caché) - 1:55